# Roberto Cacciapaglia
Roberto Cacciapaglia (Milán, 28 de diciembre de 1959) es un compositor, pianista y músico italiano.
Ha sido protagonista clave en la escena internacional por contar con la música más innovadora, ya que es altamente reconocido por contar con composiciones que fusionan la música electrónica experimental con la música clásica tradicional. Él es internacionalmente conocido por sus canciones como la de Oceano, Wild Side, The Future, Endless Time, Lux Libera Nos y Atlantico, ordenadas por popularidad de izquierda a derecha. Cacciapaglia, desde los años 70s hasta la actualidad, ha estado investigando los poderes del sonido, lo que lo han llevado a conducir hacia una música más allá de las fronteras expresadas a través de un profundo contacto emocional. Él también ha tenido mucho éxito con sus espectáculos en vivo en Italia y demás; un testimonio claro fue su gira por China, con conciertos en Beijing y Shanghai. Otros testimonios incluyen sus previos conciertos en Russia, Estados Unidos, España, Eslovaquia, y Turquía. Otro de sus más grandes méritos ha sido que obtuvo el primer puesto, en su álbum más reciente llamado Diapson, en el iTunes Classic Italy. Asimismo, en 2015 compuso la canción de Tree of Life que llegó al puesto #1 en el iTunes Classical Music Charts en el que se quedó en la cima por varios meses, siendo un gran éxito para este majestuoso pianista.

## Biografía
Se graduó en composición musical en el Conservatorio, Giuseppe Verdi de Milán. También estudió dirección y música electrónica. En sus primeros años, trabajó en el estudio de la Fonología de Rai, y ha trabajado con la CNR (Consejo Nacional de Investigación) de Pisa en donde estudió aplicaciones computacionales en cuanto al área de la música.
Comenzó a trabajar como músico de sesión y entró en el grupo de Franco Battiato. Él fue el primer cantautor siciliano del álbum.
En 1974, lanzó su primer álbum Sonanze, publicado por Rolf Ulrich Kaiser, director de la oficina del sello alemán, Alto Representante.
Consonancias fue una obra ambiciosa para esos años, ya que fue basada en la orquesta, coro y música electrónica, y además utiliza un lenguaje que se acerca a la música cósmica alemana. Con este trabajo, se pone en contacto con otros grupos activos en el ámbito de la música experimental alemana como: Popol Vuh, Tangerine Dream, Wallestein, Darks Dieter.
Durante mucho tiempo, se ocupó de la música espiritual y la danza sagrada como los más importantes poderes de la investigación del sonido. La música es, de hecho, inspirada por estas experiencias y no es basada en reglas, sino en todos los estados de la emoción humana. En sus obras utiliza a menudo los textos sagrados tomados de Eclesiastés, la Biblia, los Vedas y los Upanishads, siendo capaz de componer una obra que se aparta mucho de todo lo material.
En los álbumes, Encuentros con el Alma (2005) y Cuarta Vez (2007), Roberto Cacciapaglia logró crear un nuevo género musical que está compuesto entre la música clásica y la electrónica.
En 2010, su álbum Ten Directions , es el primero publicado por Vistazo, propiedad del mismo Cacciapaglia, y distribuida en Italia por Sony Music. Sus canciones se llevan a cabo por la Orquesta Filarmónica Real de Londres.

## Discografía
- Sonanze — OHR (1975) — CD Remastering Ducale (2000)
- Sei Note in Logica — Philips (1979) — CD Remastering Ducale (2000)
- The Ann Steel Album — (1981) — CD Remastering Recording Arts (2003)
- Generazioni del Cielo — Ed. Casa Ricordi Discos Fonit Cetra (1986) — Remastering Ducale (2000)
- Angelus Rock — Polygram Italic (1992)
- Tra Cielo e Terra — CGD (1996)
- Arcana — BMG Ricordi (2001)
- Tempus Fugit — BMG Ricordi (2003)
- Incontri con l'Anima — Deltadischi (2005)
- Quarto Tempo — Universal Music (2007)
- Canone Degli Apazi — Universal Music (2009)
- Ten Directions — Glance — Sony Music (2010)
- Diapason — Royal Philharmonic Orchestra — Abbey Road Studio 2 (London, 2019)[1]

### La Música para Anuncios y la Publicidad
- 1988 - Álbum Double Vision y se reproduce en formato electrónico en el Álbum Ten Directions por Fiat Uno.
- Olimpica del álbum Quarto Tempo por Banca Antonveneta.
- Seconda Navigazione del álbum Quarto Tempo por Asti Spumante.
- Floating del álbum Quarto Tempo por Divani & Divani.
- How Long del álbum Incontri con l'Anima por Levissima.
- Atlantico del álbum Quarto Tempo por Illycaffè.
- Sarabanda del álbum Quarto Tempo por Barilla.
- Aurora del álbum Tempus Fugit por Barilla.
- 2003 — Lux Libera del álbum Tempus Fugit por Fernet Branca.
- 2010 — Flotante del álbum Cuarta Vez por Divani & Divani.[1]

## Ópera
- Generazioni del Cielo — 1986
- Le Lamentazioni di Geremia — 1986
- Transarmonica — 1988
- Aurea Carmina — 1988
- Il Segreto dell'Alba — 1989
- Un Giorno X — 1990
- Le Mille e una Notte — 1991[1]